# Conscience situationnelle
Pour les articles homonymes, voir Conscience (homonymie).
 (juin 2024).
La mise en forme du texte ne suit pas les recommandations de Wikipédia : il faut le « wikifier ».
Les points d'amélioration suivants sont les cas les plus fréquents. Le détail des points à revoir est peut-être précisé sur la page de discussion.
- Les titres sont pré-formatés par le logiciel. Ils ne sont ni en capitales, ni en gras.
- Le texte ne doit pas être écrit en capitales (les noms de famille non plus), ni en gras, ni en italique, ni en « petit »…
- Le gras n'est utilisé que pour surligner le titre de l'article dans l'introduction, une seule fois.
- L'italique est rarement utilisé : mots en langue étrangère, titres d'œuvres, noms de bateaux, etc.
- Les citations ne sont pas en italique mais en corps de texte normal. Elles sont entourées par des guillemets français : « et ».
- Les listes à puces sont à éviter, des paragraphes rédigés étant largement préférés. Les tableaux sont à réserver à la présentation de données structurées (résultats, etc.).
- Les appels de note de bas de page (petits chiffres en exposant, introduits par l'outil «  Source ») sont à placer entre la fin de phrase et le point final[comme ça].
- Les liens internes (vers d'autres articles de Wikipédia) sont à choisir avec parcimonie. Créez des liens vers des articles approfondissant le sujet. Les termes génériques sans rapport avec le sujet sont à éviter, ainsi que les répétitions de liens vers un même terme.
- Les liens externes sont à placer uniquement dans une section « Liens externes », à la fin de l'article. Ces liens sont à choisir avec parcimonie suivant les règles définies. Si un lien sert de source à l'article, son insertion dans le texte est à faire par les notes de bas de page.
- La présentation des références doit suivre les conventions bibliographiques. Il est recommandé d'utiliser les modèles {{Ouvrage}}, {{Chapitre}}, {{Article}}, {{Lien web}} et/ou {{Bibliographie}}. Le mode d'édition visuel peut mettre en forme automatiquement les références.
- Insérer une infobox (cadre d'informations à droite) n'est pas obligatoire pour parachever la mise en page.

Pour une aide détaillée, merci de consulter Aide:Wikification.
Si vous pensez que ces points ont été résolus, vous pouvez retirer ce bandeau et améliorer la mise en forme d'un autre article.

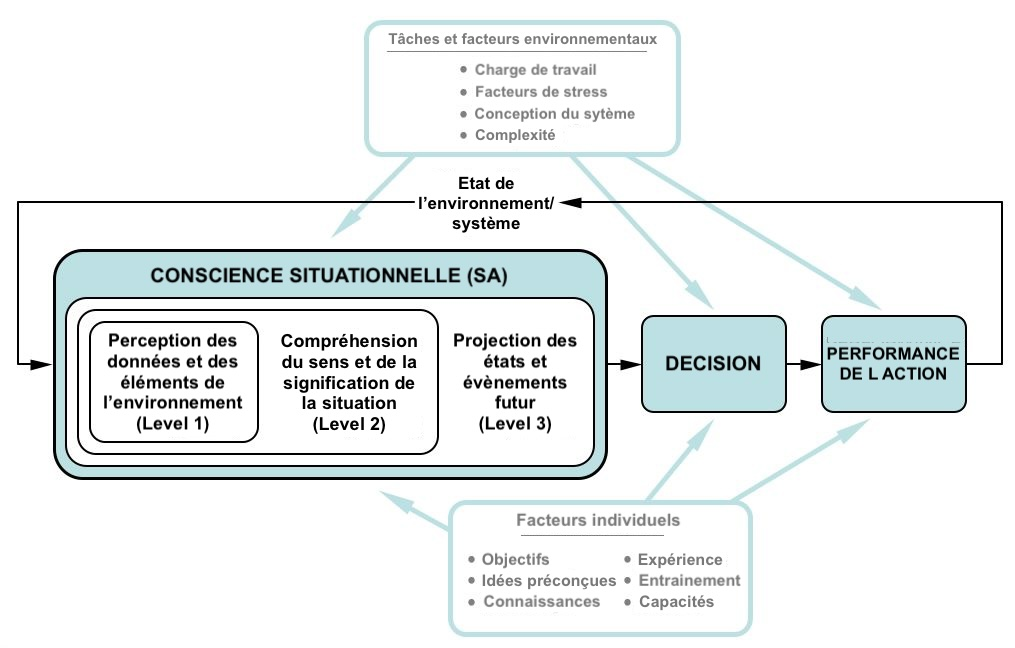
Model cognitif de la conscience situationnelle par Mica Endsley.

La conscience situationnelle, plus connue sous son acronyme anglais SA (situation awareness), est la compréhension d'un environnement, de ses éléments et de la façon dont il change en fonction du temps ou d'autres facteurs. La conscience situationnelle est importante pour une prise de décision efficace dans de nombreux environnements. Il est formellement défini comme :

« La perception des éléments de l'environnement dans un volume de temps et d'espace, la compréhension de leur signification et la projection de leur statut dans un futur proche. »

Une définition alternative est que la conscience situationnelle est une conscience adaptative et dirigée vers l'extérieur qui a pour produit une connaissance d'un environnement dynamique et une action dirigée au sein de cet environnement.
La conscience situationnelle a été reconnue comme une base essentielle pour une prise de décision réussie dans un large éventail de situations, dont beaucoup impliquent la protection de la vie humaine et des biens, notamment les forces de l'ordre, l'aviation, le contrôle du trafic aérien, la navigation maritime, la santé, l'intervention d'urgence, les opérations de commandement et de contrôle militaires, les opérateurs de réseaux de transmission, l'autodéfense, et la gestion de centrales pétrolières et nucléaires offshore.
Une conscience situationnelle insuffisante a été identifiée comme l'un des principaux facteurs causals d'accidents attribués à l'erreur humaine,,,. Selon la théorie de la conscience situationnelle d'Endsley, lorsqu'une personne se trouve dans une situation dangereuse, elle a besoin d'un processus de prise de décision approprié et précis qui inclut la reconnaissance de formes, la formation de schémas sophistiqués et de connaissances archétypales qui facilitent une prise de décision correcte.
La définition formelle de conscience situationnelle est souvent décrite comme trois niveaux ascendants :
1. Perception des éléments de l'environnement ;
2. Compréhension de la situation ;
3. Projection du statut futur[12].

Les personnes ayant les niveaux de conscience situationnelle les plus élevés ont non seulement perçu les informations pertinentes pour leurs objectifs et leurs décisions, mais sont également capables d'intégrer ces informations pour comprendre leur signification ou leur importance, et sont capables de projeter des scénarios futurs probables ou possibles. Ces niveaux plus élevés de conscience situationnelle sont essentiels pour une prise de décision proactive dans des environnements exigeants.